# Res publica Wissenschaftsverlag
Der res publica Wissenschaftsverlag ist ein deutscher Verlag für Fachliteratur aus verschiedenen Wissenschaftsbereichen mit Hauptsitz in Eberswalde. Er wurde 2015 gegründet und publiziert seither wissenschaftliche Literatur in gedruckter sowie digitaler Form.

## Verlagsprogramm
Im res publica Wissenschaftsverlag wird Fachliteratur veröffentlicht, deren inhaltliche Schwerpunkte unter anderem in den Geistes-, Sozial- und Humanwissenschaften, der Theologie sowie den Kunst- und Naturwissenschaften liegen. Hierbei konzentriert sich der Verlag im Wesentlichen auf Monographien und Herausgeberwerke. Darüber hinaus sind Nachschlagewerke und wissenschaftliche Ratgeber Teil des Publikationsrahmens.

## Bekannte Autoren und Herausgeber
- Urs Baumann
- Andreas Benk
- Albert Biesinger
- Hubert Cancik
- Ulrich Eibach
- Rainer Funk
- Martin Heckel
- Bernd Jochen Hilberath
- Andreas Holzem
- Bernd Jaspert
- Regine Kather
- Kuno Kirschfeld
- Gunther Klosinski
- Gottfried Korff
- Karl-Josef Kuschel
- Dietmar Mieth
- Martin Nettesheim
- Herbert Niehr
- Karl Ernst Nipkow
- Richard Puza
- Anas Schakfeh
- Annette Schavan
- Peter Sloterdijk

## Veröffentlichte Literatur
- Urs Baumann: Was glauben wir zu wissen? Wissenschaft vor der Gottesfrage. 2020, ISBN 978-3-95968-035-6.
- Urs Baumann: Utopie Partnerschaft. Alte Leitbilder ‒ Neue Lebensformen. 2020, ISBN 978-3-95968-029-5.
- Thiemo Schiele: EU-Wahlen im postdemokratischen Dilemma? Eine Einzelfallstudie am Beispiel der 29. Europawahlen. 2020, ISBN 978-3-95968-022-6.
- Urs Baumann, Karl-Josef Kuschel: Wie kann denn ein Mensch schuldig werden? Literarische und theologische Perspektiven von Schuld. 2. Auflage. 2021, ISBN 978-3-95968-028-8.
- Urs Baumann, Bernd Jaspert (Hrsg.): Glaubenswelten. Zugänge zu einem Christentum in multireligiöser Gesellschaft. 2. Auflage. 2021, ISBN 978-3-95968-031-8.
- Hannah Zoe Schütt: „In the name of peace“. The discursive production of Japanse identity in the context of the „Legislation for Peace and Security“. 2022, ISBN 978-3-95968-081-3.
- Lilly Roß: Suizidalität und „Männlichkeit“. Erforschung einer möglichen Relation zwischen Konstruktion von „Männlichkeit“ und dem Suizidverhalten von Männern. 2022, ISBN 978-3-95968-058-5.
- Kuno Kirschfeld: Der Mensch: Ein besonderes Säugetier. Wird er die Krisen bewältigen können, die er heraufbeschworen hat? 2022, ISBN 978-3-95968-084-4.

## Buchreihen
- Handbuch zum wissenschaftlichen Nachweis. ZDB-ID 3005991-4.
- Schriften zur Wahl-, Werte- und Einstellungsforschung. ZDB-ID 2999574-7.
- Spannungsfelder der Demokratie. ZDB-ID 3103923-6.
- Theologie im Kontext der Wirklichkeit. ZDB-ID 2943354-X.
- Zeugnisse der Architekturgeschichte. ZDB-ID 3091250-7